# 川池信号所
川池信号所（かわいけしんごうしょ）は、兵庫県神戸市西区押部谷町木津にある、神戸電鉄粟生線の信号場。

## 概要
藍那駅と木津駅の間の地点にあり、木津駅側が複線、藍那駅側が単線となる複線始終端形信号場である。1989年3月26日以来、押部谷駅から続く粟生線複線区間の東側終端となっている。
単線区間である藍那駅から当信号所にかけては、かねてより複線化工事が行われており、ほとんどの部分で複線路盤が完成している（ただし当信号所側の一部は未整備の状態）。だが同区間の複線化は、神戸電鉄の資金難に加え乗客減もあり、現状では費用対効果を得にくいことから長年にわたって停滞したままとなっている。

## 歴史
- 1975年（昭和50年）10月16日：開設。
- 1989年（平成元年）3月26日：川池信号所から木津駅側が複線化[1]。

## 周辺
森の中である。

## 隣の施設
神戸電鉄
■粟生線
藍那駅 - 川池信号所 - 木津駅